# 우치노정
우치노정(内野町)은 니가타현 니시칸바라군에 있던 정이다. 

## 역사
- 1901년 11월 1일 - 니시칸바라군 우치노촌이 성립하였다.
- 1915년 8월 6일 - 우치노 대화재로 200가구가 전소되었다.
- 1928년 10월 1일 - 정으로 승격해 우치노정이 되었다.
- 1953년 12월 10일 - 우치노  화재. 중심부 300가구 전소
- 1960년 1월 11일 - 니가타시에 편입되었다.

## 교통

### 철도
- 일본국유철도
  - 에치고선

### 도로
- 2급 국도
  - 국도 제116호선

## 참고문헌
- 角川日本地名大辞典 編纂委員会『角川日本地名大辞典 15 新潟県』(株)角川書店、1989年10月8日。ISBN 4-04-001150-3。